# رابطة المعلمين النيباليين
رابطة المعلمين النيباليين (بالإنجليزية: Nepal Teachers Association)‏ (NTA) هي نقابة للمعلمين في نيبال. وهي أول منظمة لجمعية المعلمين وأكثرها نفوذاً في نيبال. تأسست نقابة المعلمين في عام 1950 وتم تسجيلها بموجب قانون التعليم في ذلك الوقت، ثم أصبحت نقابة عمالية في عام 1990. ويبلغ عدد أعضائها الان أكثر من 85 ألف عضو.
كما أن رابطة المعلمين النيباليين تابعة أو لديها علاقات عمل مع النقابات العمالية والمنظمات المهنية في نيبال وحول العالم. وتتمتع الرابطة بعلاقة وثيقة مع حزب المؤتمر النيبالي.
انعقد المؤتمر الوطني العام للحزب الوطني التقدمي في 14 أبريل 2022. تم انتخاب لجنة عمل مركزية مكونة من 33 عضوًا في المؤتمر. انتخب المجتمعون سومناث جيري رئيسًا للرابطة. 

## الادارة
- رئيس مجلس الإدارة: سومانث جيري
- نائب الرئيس الأول: إيلام بهادور شاهي
- نائب الرئيس

1. دانكالا بهانداري
2. بيريندرا كومار خادكا
3. تشوتال براساد تيلي ساه
4. سوندار بانتا
5. لاكشمي براساد ريجمي
6. ديباك جيانوالي
7. بهاجواتي شريستا
8. خادكا بهادور خادكا

- الأمين العام: جيانيندرا بهادور راوال
- الأمين العام للمالية: نيرمالا كويرالا
- نائب الأمين العام:

1. نارايان براساد تيمالسينا
2. جيتا سيواكوتي
3. تيرثا راج براساد ياداف
4. نايدو كوماري نيبالية
5. كالي بهادور شاهي
6. سيتا ديفي ثابا